# スティーブ・アンソニー
スティーブ・アンソニー（Steve Anthony、1977年10月20日 - ）は、アメリカ合衆国のプロレスラー。フロリダ州タンパ出身。

## 来歴
学生時代はアメリカンフットボール、棒高跳びで身体を鍛える。
2003年より、プロレスラーとしてのキャリアを開始。アメリカ南部を拠点とするインディー団体で活動していた。
2007年にハーリー・レイスが主宰するWLW（World League Wrestling）に入団。WLW世界ヘビー級王座やWLW世界タッグ王座を獲得。
2008年3月22日にはWLWタッグ王座防衛戦で潮崎豪&スーパースター・スティーブの挑戦を退けている。
2009年9月、初来日を果たしプロレスリング・ノアに参戦。
2015年4月13日、NWA加盟団体であるVPW（Vendetta Pro Wrestling）のCasino Royaleに参戦。NWA世界ジュニアヘビー級王座を保持する獣神サンダー・ライガーに挑戦して勝利し、ベルトを奪取した。
2016年3月19日、新日本プロレスのRoad to INVASION ATTACK 2016に参戦。NWA世界ジュニアヘビー級王座を保持するタイガーマスクに挑戦。タイガーのマスクを引き裂くなどダーティーファイトを徹して試合を優位に進め、終盤にはタイガーの蹴りを受け止めてレフェリーのタイガー服部に誤爆させると急所を蹴り上げ、ジャンピング・フロントハイキックからエクスクラメーション・ポイントへと繋げて勝利。ベルトを奪取した。

## 獲得タイトル
NWA
- NWA世界ジュニアヘビー級王座 : 2回

WLW
- WLW世界ヘビー級王座 : 1回
- WLW世界タッグ王座 : 1回（w / マーク・ゴディカー）

## 得意技
- エクスクラメーション・ポイント

相手の腕を首に掛けて担ぎ上げ、ファイヤーマンズキャリーの体勢から頭を抱え込みながらエメラルド・フロウジョンのように横サイドに落としていく。
- 450°スプラッシュ
- ダブル・アンダーフック・パイルドライバー